# 2019년 엘패소 총기 난사 사건
2019년 8월 3일 오전 10시경 미국 텍사스주 엘패소 시엘로 비스타 몰 근처의 월마트에서 총기 난사 사건이 발생하였다. 이 사건으로 20명이 사망하고 26명이 부상을 입었다.

## 같이 보기
- 2022년 버펄로 총기 난사 사건